# 정성우
정성우(1993년 8월 17일 ~ )은 대한민국의 농구 선수이자, 대구 한국가스공사 페가수스 소속의 농구 선수이다.

## 선수경력

### 창원 LG 세이커스시절
2015-2016시즌 신인드래프트에서 1라운드 1순위 전체 8순위로 창원 LG 세이커스에 지명되었다. 지명 후 주로 식스맨으로 활약했다.
식스맨으로 활약했지만, 힘과 수비가 좋아 LG에 잘 적응했다.
전자랜드의 한희원을 제치고 2015-2016 KBL 신인상 수상했다. LG 출신으로는 구단 역대 3번째이자 마지막 신인상 출신이다.
상명대 출신으로도 최초의 신인왕 수상자.
2016-2017 시즌에는 김시래의 상무 전역과 함께 식스맨으로 활약했다.
그런데 2017-2018 시즌 도중 부상으로 시즌 아웃 판정을 받은 시련이 있었고 결국 2018-19 시즌에는 재활에 전념하느라 아예 출전경기가 없었다.
하지만, 2019-2020 시즌에는 38경기에 출전했다.
2020-2021 시즌에는 조성원 감독이 부임하면서 주전과 식스맨을 오가며 활약했다.
시즌 후 FA 자격을 얻어 수원 KT 소닉붐으로 이적했다.

### 수원 KT 소닉붐시절
이적 후 두 번째 경기일인 10월 11일, LG전에서 석점 슛 일곱 개를 꽂아넣으며 29득점을 기록, 친정팀을 맹폭했다.

## 출신학교
- 서울대방초등학교
- 대경중학교
- 용산고등학교
- 상명대학교 학사

## 에피소드
- 힘과 수비가 돌파가 장점이나, 낮은 BQ가 단점으로 꼽힌다.
- 21-22시즌엔 공격에서 많이 향상된 모습을 보여주고 있다.